# Cavazzo-See

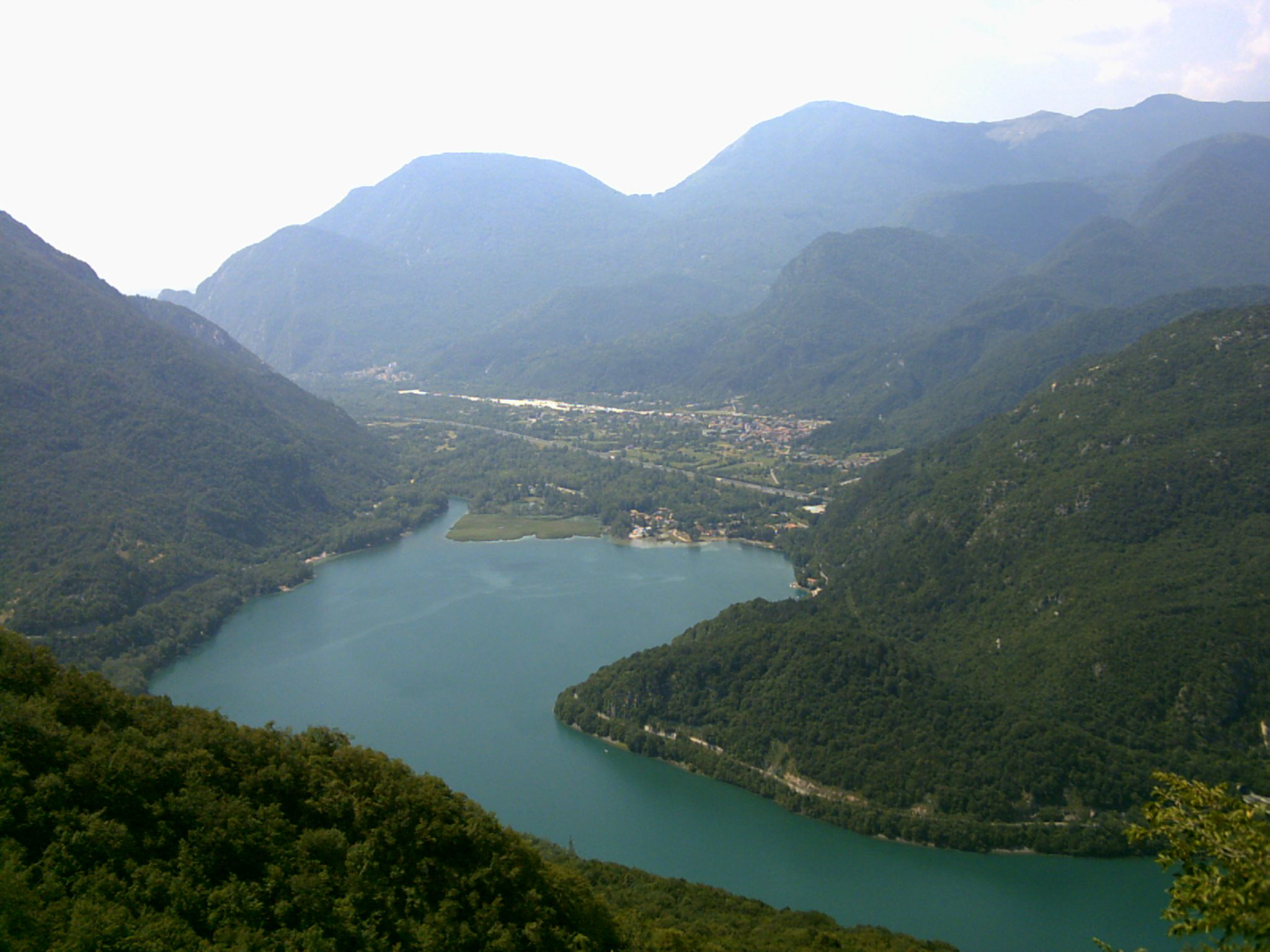
Lago di Cavazzo

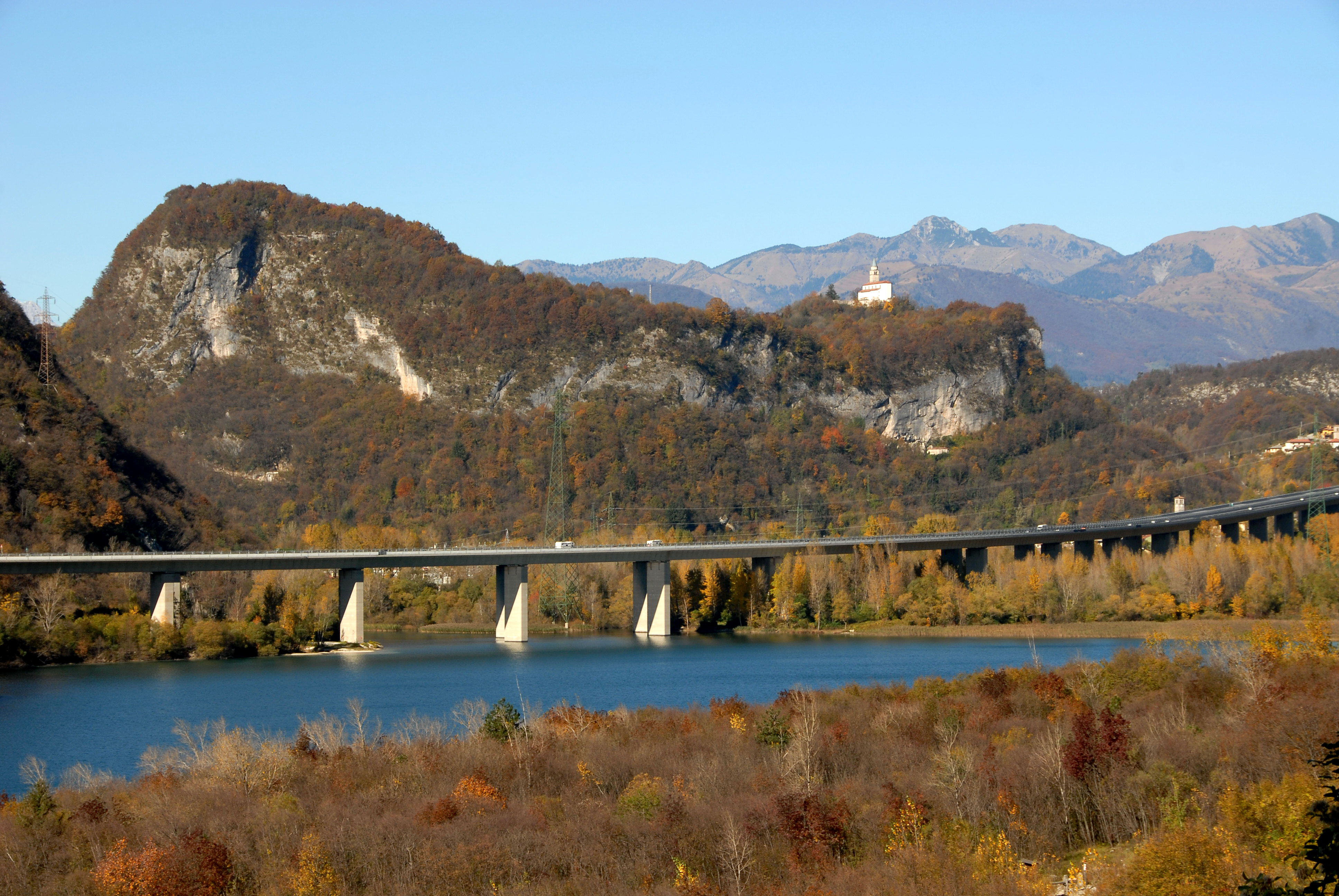
Brücke der Autostrada A23 über den Nordwestzipfel des Sees

Der Cavazzo-See (italienisch Lago dei Tre Comuni oder Lago di Cavazzo, furlanisch Lâc di Cjavaç) ist der größte Natursee der italienischen Region Friaul-Julisch Venetien.

## Geographie
Der See hat eine Oberfläche von 1,18 km², einen Umfang von 6,5 km, eine Länge von 2,25 km und eine maximale Breite von 800 m. Die größte Tiefe des Gewässers beträgt 39 m, die durchschnittliche Tiefe ist 12 m.
Drei Gemeinden haben Anteile am See: Im Norden und Westen ist es Cavazzo Carnico, im Osten Bordano und im Süden Trasaghis.

## Hydrographie
Während der letzten Eiszeiten bildete sich die Vertiefung heraus, in welcher sich heute der See befindet. Die Konglomerat-Ablagerung, die den See im Norden vom Tagliamento-Tal trennt, entstand ebenfalls in dieser Zeit. 
 
Früher wurde das Tal des Cavazzo-Sees von einem Seitenarm des Tagliamento durchflossen. Heute wird der See von dem Staubecken bei Ambiesta/Verzegnis gespeist, von dem aus beim Bau einer Wasserkraftanlage ein 8,5 km langer Stollen zum Cavazzo-See durch den Fels getrieben wurde.
Der Zufluss ist ein Kanal, der zuerst unterirdisch und dann als Wildbach Leale oberflächlich verläuft. Das zufließende Wasser hat eine Temperatur von nur 10 °C, so dass die Temperatur des Seewassers abgesenkt wird. Nur wenige Arten können unter diesen Bedingungen leben.
Der Abfluss erfolgt nach Süden in den Tagliamento.

## Flora und Fauna
Das Röhricht besteht vorwiegend aus Schilfrohr und bedeckt den südlichen Teil des Sees. Er wird von den Fischen des Sees zur Fortpflanzung genutzt. Zu den Fischarten im See gehören Karpfen, Schleie und Aale, Ukelei Döbel, Flussbarsch, Elritze, Dreistachliger Stichling, Bachforelle und Regenbogenforelle. Im Röhricht nisten Rohrdommel, Zwergdommel und Stockente. Ständige Bewohner des Sees sind außerdem Teichralle und Eisvogel. Während des Vogelzuges rasten Krickente, Knäkente und Löffelente, Waldsaatgans und Spießente auf dem See.

## Tourismus
In der jüngeren Vergangenheit gab es Eingriffe in die Landschaft und Verbesserungen beim Umweltschutz zur Aufwertung des Fremdenverkehrs. Beherbergungsbetriebe am See geben Unterkunft. Neben dem Genuss der herrlichen Landschaft gibt es auch die Gelegenheit für Wassersportaktivitäten, Angeln und Wanderungen im Gebiet des Seetales. Das Vorhandensein eines mit zehn Schautafeln beschriebenen Schmetterlingspfades trägt wesentlich zur Aufwertung eines schonenden Tourismus bei. Er verläuft am Ostufer zwischen den Ortschaften Interneppo und Bordano direkt am Fuß des Monte Simeone.

## Infrastruktur
Eine befahrbare Asphaltstraße ermöglicht die Seeumrundung und bietet schöne Aussichten auf den See und die umgebenden Berge.
Die A23 (Italien), auch Alpen-Adria-Autobahn genannt, führt westlich in der Nähe des Sees vorbei und überquert das Nordwestende des Sees.

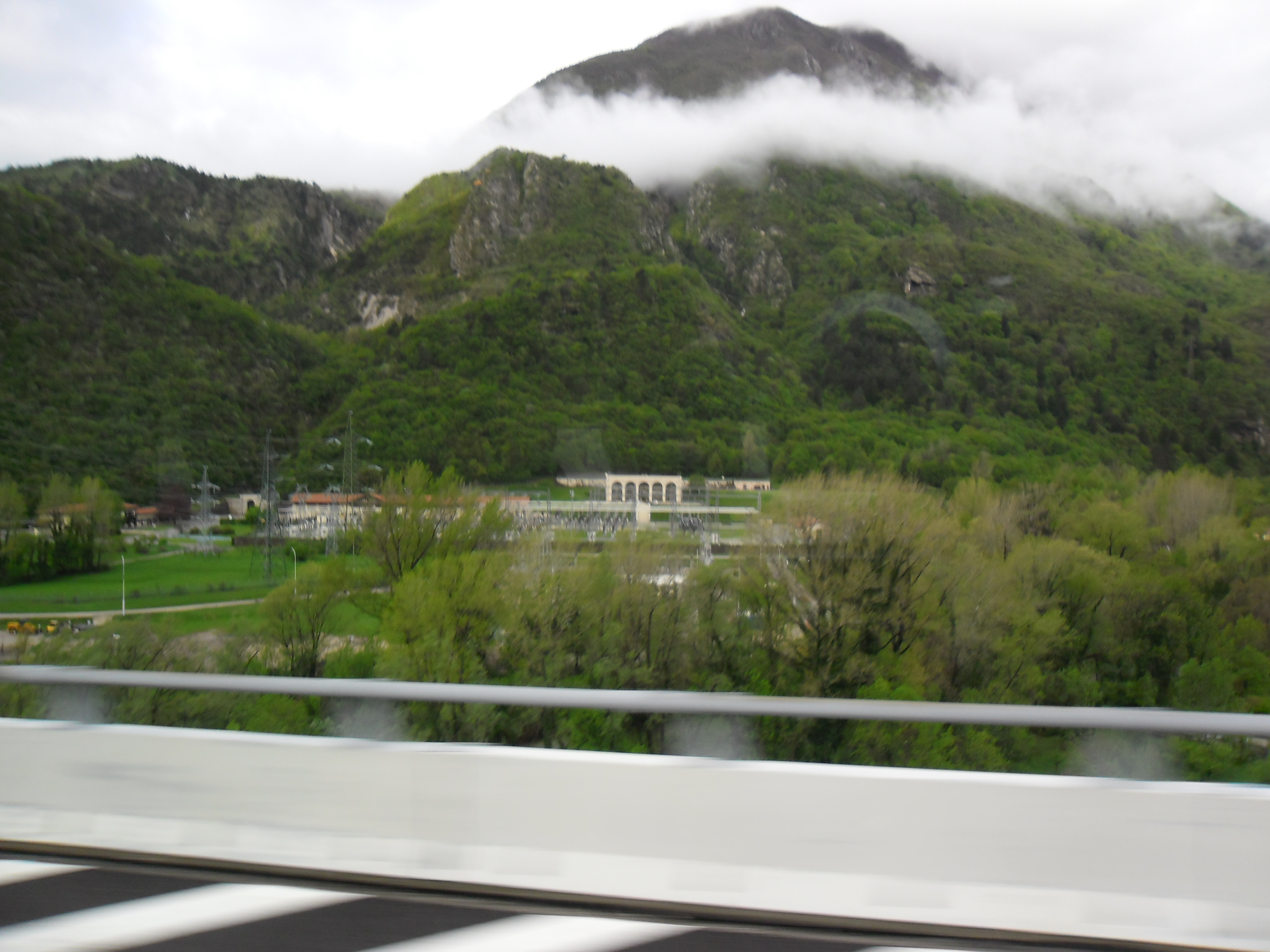
Kraftwerk Somplano von der A23 aus

 Nördlich am See befindet sich das Wasserkraftwerk Somplago, welches Wasser, nachdem es die Turbinen durchlaufen hat, in den See ableitet.